# Industrieel Smalspoor Museum
Het Industrieel Smalspoor Museum (ISM) is een industrieelsmalspoormuseum in de buurtschap Amsterdamscheveld, dat deel uitmaakt van het dorp Erica in de Nederlandse provincie Drenthe. Het ligt nabij bij het dorp Weiteveen.
Het museum, opgericht in 1984, is gevestigd op een 6 ha groot terrein, gelegen aan het Dommerskanaal. Op dit terrein werd tot 1983 veengrond verwerkt tot turfstrooisel door de Griendtsveen Turfstrooisel Maatschappij. Het museum beschikt over een collectie veldspoorlocomotieven, wagens, werktuigen, foto's en ander materiaal.
Op een smalspoorlijn met de spoorwijdte van 600 mm, 700 mm en 900 mm worden rondritten gemaakt.
Op het terrein staat de enige overgebleven turfstrooiselfabriek in Nederland in originele staat, met de daarbij behorende losinstallatie. Tevens staat er een in 1910 gebouwde viersporige smalspoorremise, die jaren dienst heeft gedaan als werkplaats voor het museum. Zowel de turfstrooiselfabriek als de remise is een rijksmonument.

## Galerij

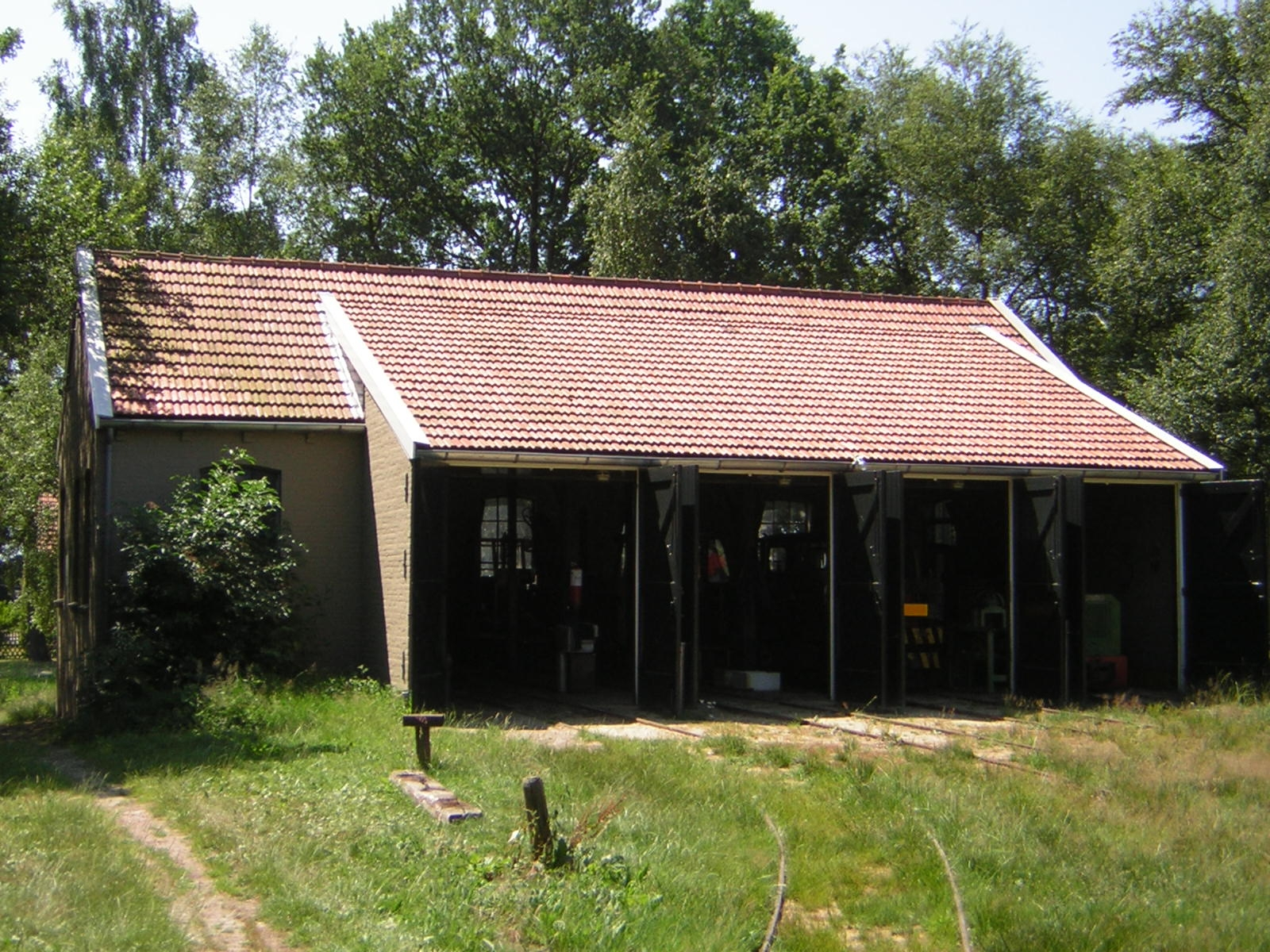
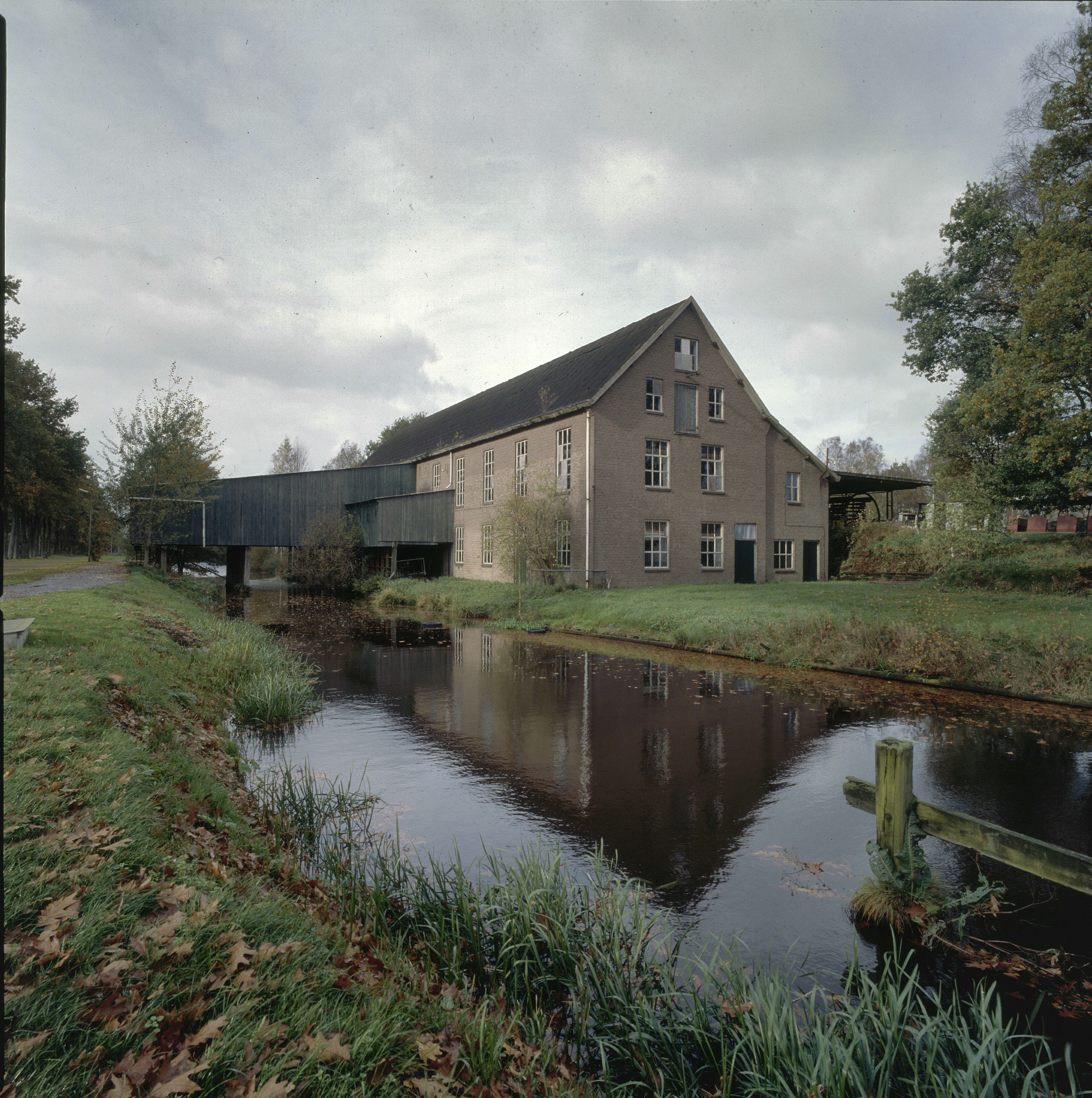
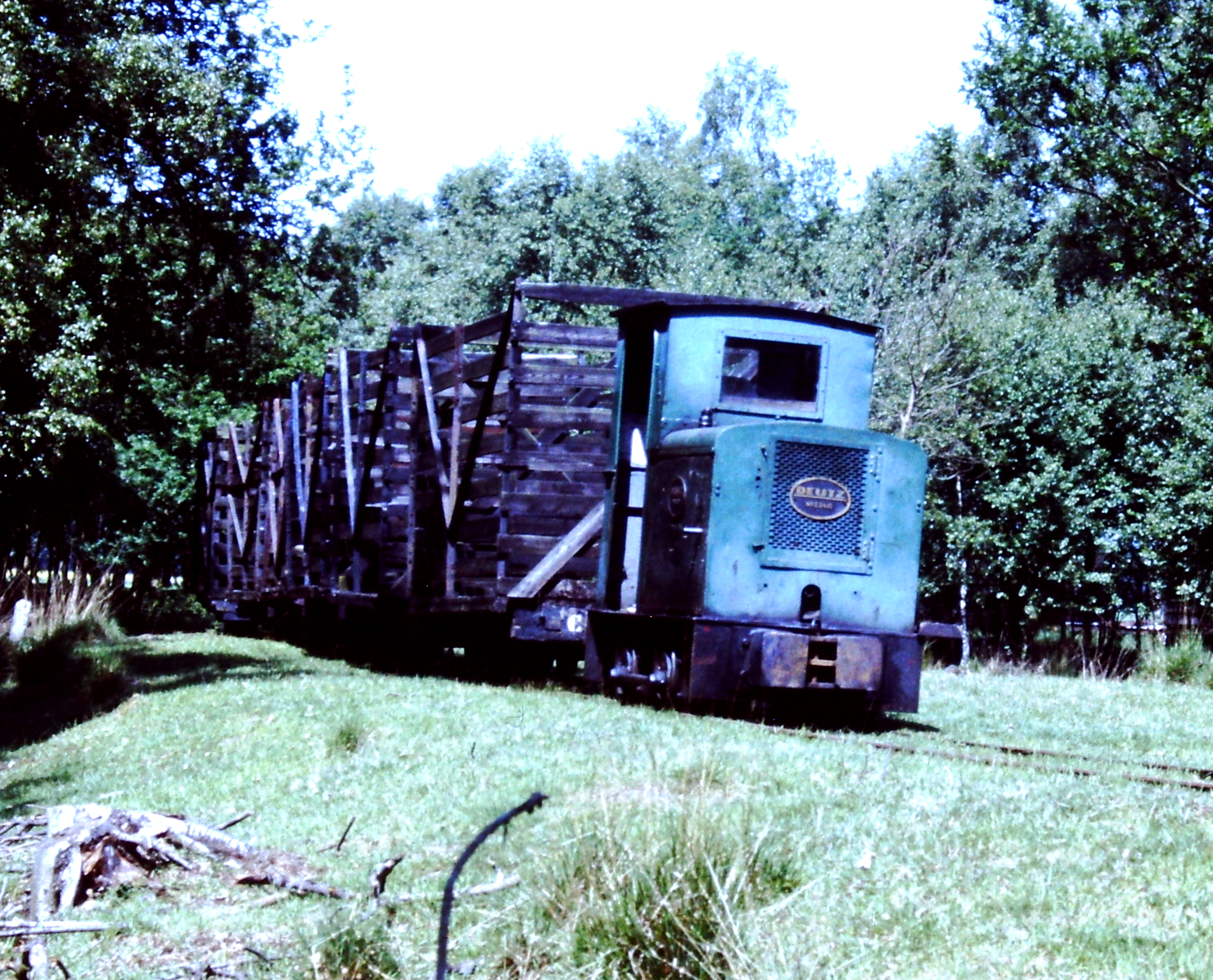
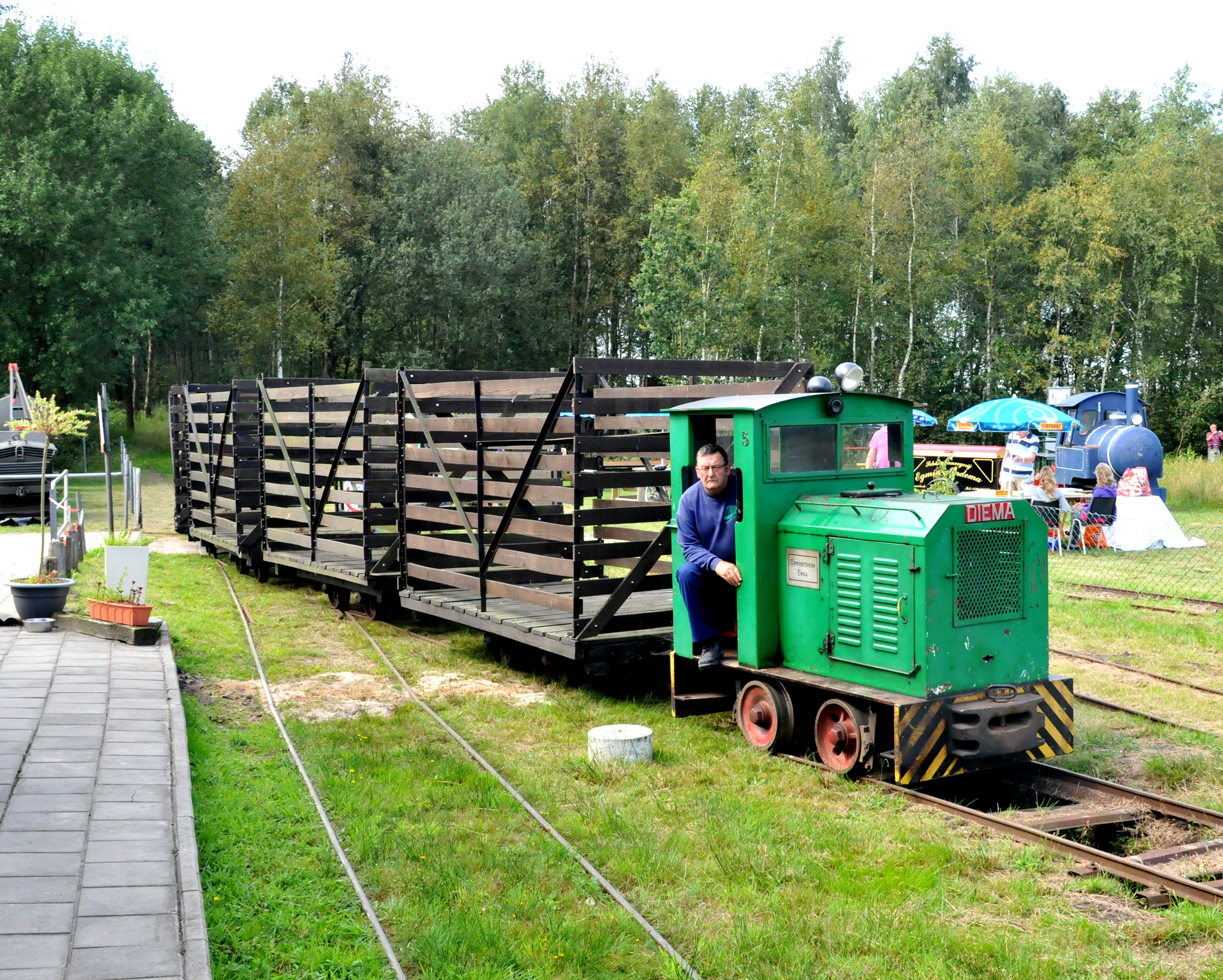
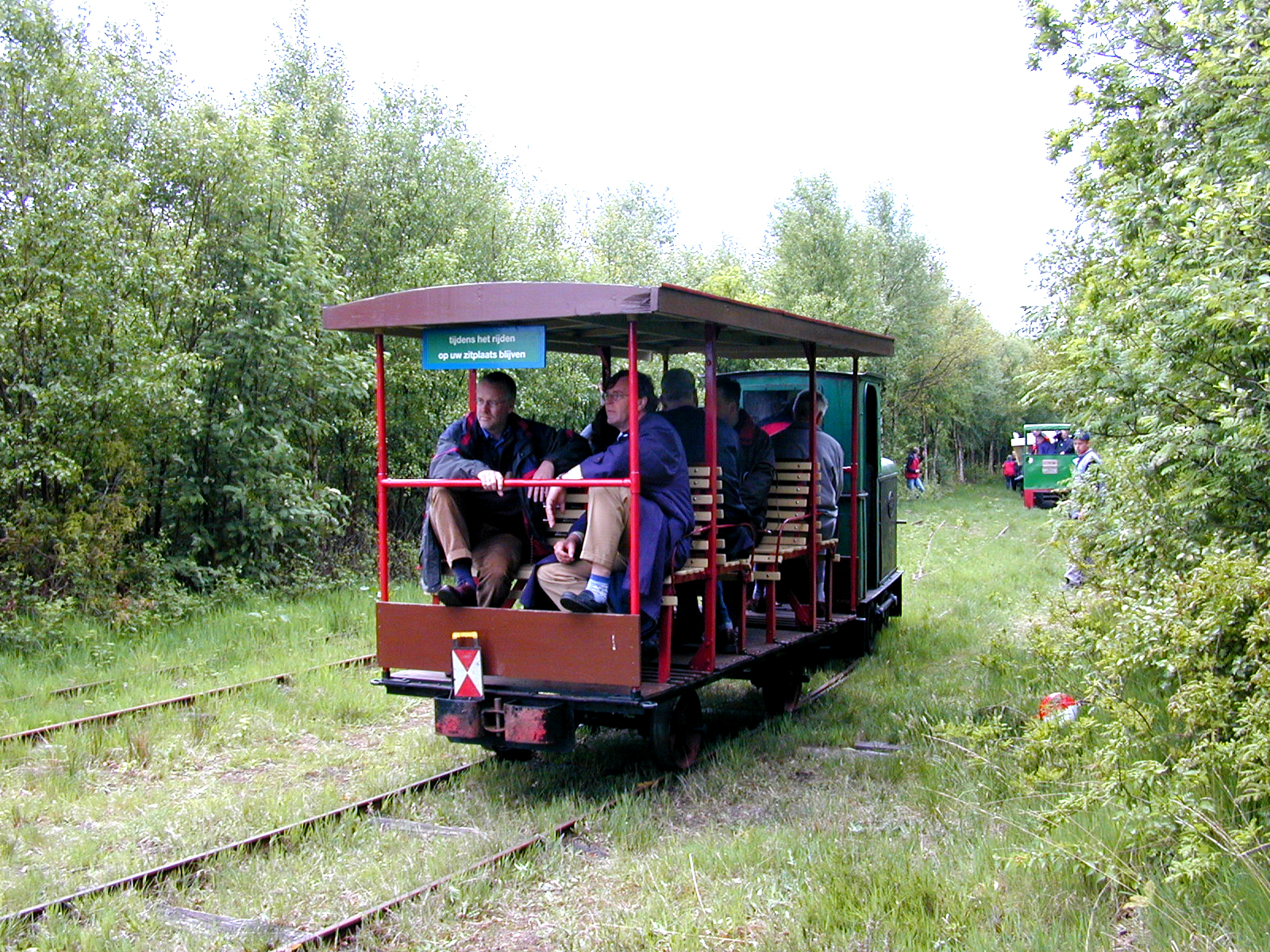